# Naszyjnik z Pietroassa
Naszyjnik z Pietroassa – wykonany ze złota masywny naszyjnik, odkryty w 1837 roku w miejscowości Pietroassa (obecnie Pietroasele) w Rumunii.
Artefakt stanowił część bogatego gockiego skarbca datowanego na okres między 250 a 400 rokiem. Miał 6 cali średnicy i ważył 25 uncji. Zabytek został zaprezentowany na wystawie światowej w Paryżu w 1867 roku. Podczas drogi powrotnej do Rumunii został skradziony, złodziej pociął go na części i uszkodził znajdującą się na jego powierzchni inskrypcję. Do dziś zachowały się tylko dwa fragmenty naszyjnika, a napis jest częściowo nieczytelny. Oryginalny wygląd artefaktu odtwarzany jest na podstawie wykonanej przed kradzieżą fotografii.
Wyryta na naszyjniku inskrypcja wykonana została w fuþarku starszym i głosiła:

gutaniowi hailag
co tłumaczy się jako: „uświęcone dziedzictwo Gotów”. Znaczenie inskrypcji pozostaje niejasne, być może był to jakiś przedmiot związany z religią gocką.